# Maia Kobabe
Maia Kobabe, dont l’année de naissance est 1989, est une personne non binaire américaine, dessinant et écrivant des bandes dessinées. Une des œuvres les plus connues de Kobabe est son roman graphique autobiographique, Genre queer.

## Biographie
Maia Kobabe détient le diplôme Master of Fine Arts en bande dessinée du California College of the Arts. Ses thèmes de prédilection reposent sur l'identité, la sexualité, l'antifascisme, ou encore les contes de fées et le mal du pays. Maia Kobabe est une personne non binaire et utilise les pronoms Spivak (un ensemble de pronoms neutres en anglais basés sur les pronoms utilisés par le mathématicien américain Michael Spivak, pour se définir et définir son travail qui est souhaité non sexiste et non genré),,. En français, ses pronoms sont traduits par ille et lo,.

## Publications
Les travaux de nonfiction graphique de Maia Kobabe sont notamment publiés dans The Nib, The Press Democrat et SF Weekly, entre autres publications.
En 2019, Maia Kobabe publie un premier roman graphique, Genre queer : Une autobiographie non-binaire (Gender Queer : A Memoir), aux éditions Lion Forge Comics,. L'ouvrage raconte le parcours initiatique de Maia Kobabe de l'adolescence à l'âge adulte, et l'exploration par l'identité de genre et de la sexualité, s'identifiant finalement comme étant en dehors du genre binaire,. En 2020, Genre queer est l'un des dix livres à recevoir un Prix Alex de l'American Library Association, pour "les livres écrits pour les adultes qui ont un attrait particulier pour les jeunes adultes âgés de 12 à 18 ans".
Depuis sa publication, l'inclusion de Genre queer dans les bibliothèques américaines, notamment scolaires, est fréquemment contestée par les parents, en raison de la présence de certaines illustrations sexuellement explicites. L'Office of Intellectual Freedom (OIF) de l'American Library Association le classe comme le livre le plus contesté en 2021,.

## Distinctions
- Prix Alex pour Gender Queer: A Memoir, American Library Association, 2020[12]
- Israel Fishman Non-Fiction Honor Book pour Gender Queer: A Memoir, Stonewall Book Award, 2020[13]

## Publications

### Romans graphiques
- Gender Queer: A Memoir, édition française, Casterman, 240 p., 2022,  (ISBN 9782203224322)

### Anthologies
- Alphabet: The LGBTQAIU Creators from Prism Comics, Jon Macy, Tara Madison Avery, Stacked Deck Press, 351 p., 2016,  (ISBN 9780997048711)
- Tabula Idem: A Queer Tarot Comic Anthology, Fortuna Media, 2017
- The Secret Loves of Geeks, Dark Horse Comics, 136 p., 2018,  (ISBN 9781506704739)
- Gothic Tales of Haunted Love, Bedside Press, 164 p., 2018,  (ISBN 9781988715070)
- Mine!: A Celebration of Liberty and Freedom for All Benefitting Planned Parenthood, Comicmix LLC, 306 p., 2018,  (ISBN 9781939888662)
- FTL, Y'all!, Iron Circus Comics, 336 p., 2018,  (ISBN 9781945820205)
- Advanced Death Saves: New Games, New Worlds, New Deaths!, Lost His Keys Man Comics, 216 p., 2018,  (ISBN 9781532330155)
- How to Wait: An Anthology of Transition, Sage Persing, 2019
- Theater of Terror: Revenge of the Queers, Northwest Press, 2019,  (ISBN 9781943890484)
- Rolled and Told Vol. 2, Oni Press, 304 p., 2020,  (ISBN 9781620107454)
- Be Gay, Do Comics, IDW Publishing, 256 p., 2020,  (ISBN 9781684057771)